# Wálter Flores
Wálter Alberto Flores Condarco (Oruro, 29 ottobre 1978) è un allenatore di calcio ed ex calciatore boliviano, di ruolo centrocampista.

## Palmarès

### Club

#### Competizioni nazionali
- Campionato boliviano: 1

Bolivar: 2009